# Kimpton (Hertfordshire)
Kimpton – wieś w Anglii, w hrabstwie Hertfordshire. Leży 16 km na północny zachód od miasta Hertford i 40 km na północ od centrum Londynu.